# Université de Colima
L'université de Colima (Universidad de Colima) est une institution publique mexicaine fondée le 16 novembre 1940 à Colima, dans l'État de Colima. 

## Recteurs

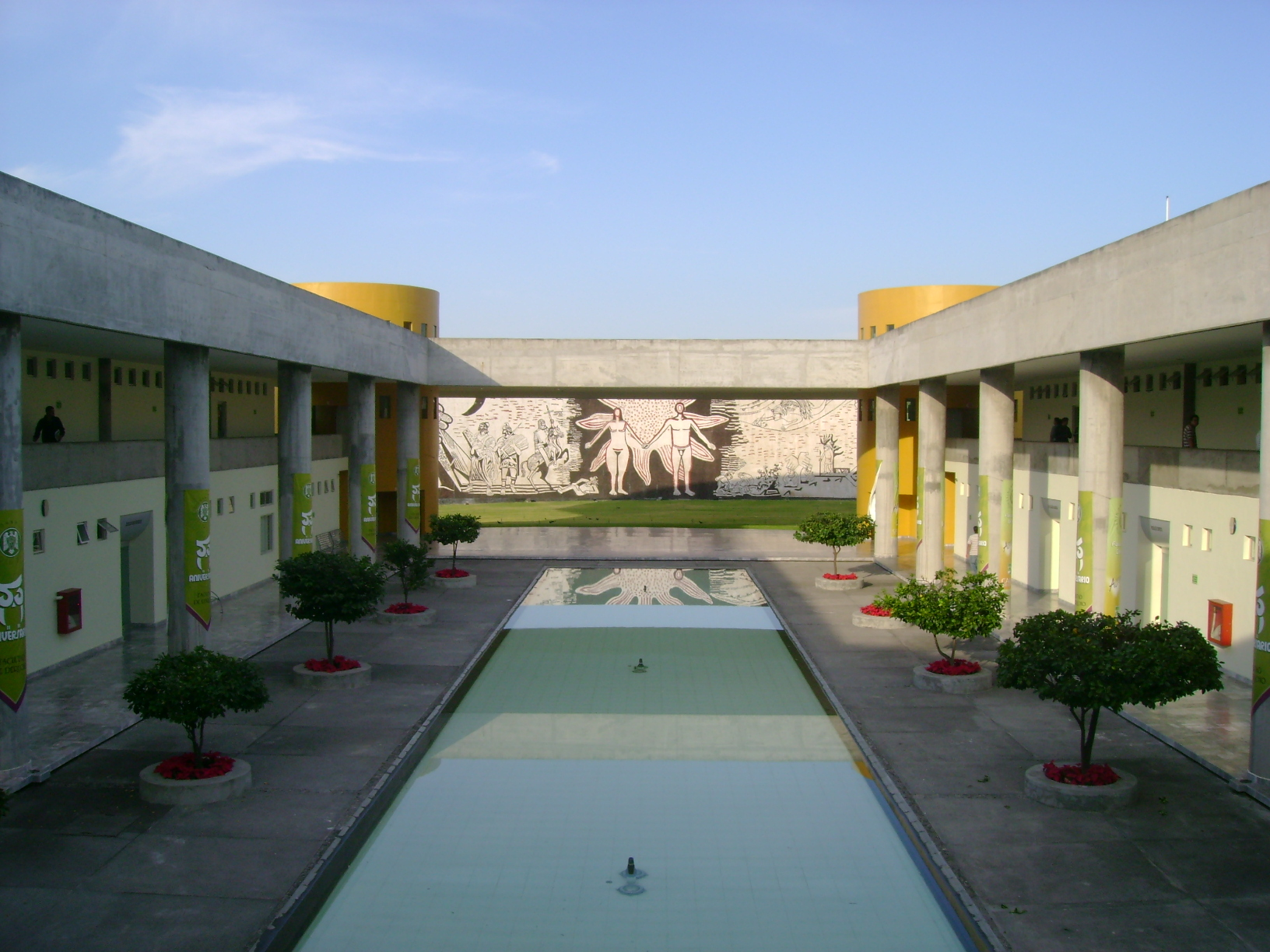
Intérieur de la faculté de Droit, avec une peinture murale d'Adolfo Mexiac au fond.

| Rector                       | Periodo     |
| ---------------------------- | ----------- |
| José S. Benítez              | 1940 - 1943 |
| Miguel Gómez Sandoval        | 1944 - 1949 |
| Benjamín Fuentes González    | 1949 - 1950 |
| Ricardo Guzmán Nava          | 1950 - 1955 |
| Juan Hernández Espinosa      | 1955 - 1957 |
| José Ma. Castellanos Urrutia | 1957 - 1960 |
| Jorge Castell Guerrero       | 1961        |
| José Pérez Mendoza           | 1961 - 1962 |
| Salvador González Ventura    | 1962 - 1965 |
| Ángel Reyes Navarro          | 1965 - 1968 |
| Mario de la Madrid           | 1968 - 1970 |
| José Reyes Llerenas Ochoa    | 1970 - 1973 |
| Alberto Herrera Carrillo     | 1973 - 1979 |
| Jorge Humberto Silva Ochoa   | 1979 - 1989 |
| Fernando Moreno Peña         | 1989 - 1997 |
| Carlos Salazar Silva         | 1997 - 2005 |
| Miguel Ángel Aguayo López    | 2005 - 2012 |
| Ramón Arturo Cedillo Nakay   | 2012 - 2013 |
| Eduardo Hernández Nava       | 2013 - 2017 |